# Una crónica de noches desenchufadas y demos solitarios
Una crónica de noches desenchufadas y demos solitarios es un álbum de Cementerio Club. Fue lanzado por De Cajón Producciones en el 2000.

## Canciones
1. «El río» (demo)
2. «Inseguridad» (en vivo en La Noche, 15-dic-1999)
3. «La ventana» (demo)
4. «Noche de paz» (en vivo en La Noche, 15-dic-1999)
5. «Bonita» (y Amorcin) (demo)
6. «6:30 P.M.» (en vivo en el Centro Cultural de La Católica, 13-oct-1999)
7. «No puedo dormir» (demo)
8. «El Cóndor» (en vivo en el Centro Cultural de La Católica, 13-oct-1999)
9. «Ella va» (demo)
10. «Abismo» (en vivo en La Noche, 15-dic-1999)
11. «Toque mágico» (demo)

- Datos: Q9091294